# Niederentzen
Niederentzen je občina v departmaju Haut-Rhin francoske regije Alzacija.
Leta 2009 so v občini živele 403 osebe oz. 45 oseb/km².